# Melliyun
Melliyun (persiska: ملیون "Nationalisterna") var ett konservativt och nationalistiskt politiskt parti i Iran under shahen Mohammad Reza Pahlavis styre. Partiet hade regeringsmajoritet från 1957 till 1961. 

## Historia

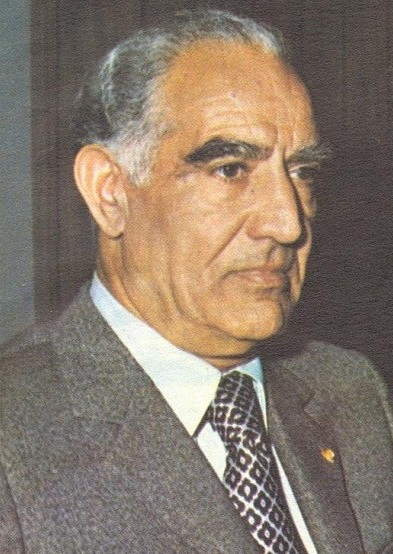
Manouchehr Eghbal, ca 1975

Melliyun grundades 1957 av politikern och tidigare socialministern Manouchehr Eghbal. Mohammad Reza Pahlavi hade gett direktiv om att landet skulle införa tvåpartisystem enligt amerikansk modell och Melliyun kom under sin existens att representera högern inom iransk politik. Partiets huvudmotståndare var det liberala Folkpartiet (Mardom). 
Shahen såg ända fram till 1975 tvåpartisystemet som det mest effektiva sättet att genomföra en progressiv ekonomisk, social och politisk utveckling i landet.
Parlamentsvalet 1960 väckte stort intresse hos massmedia och hos allmänheten eftersom både shahen och regeringen utlovade fria och rättvisa val. Presscensuren hade uppmjukats och ett antal personligheter som marginaliserats efter statskuppen 1953 tilläts att kandidera. Melliyun gjorde en jordskredsseger men partiledaren Eghbal anklagades för manipulation av valprocessen. Massiva protester och demonstrationer följde och den 3 augusti samma år inleddes en rättegång mot Eghbal. Politikerna Ali Amini och Asadollah Alam från Folkpartiet talade om det största valfusket i landets historia. 
Den 7 augusti 1960 avgick premiärminister Eghbal och ersattes av den svenskutbildade ingenjören och politikern Jafar Sharif-Emami. Valet diskvalificerades av shahen och 1961 hölls ett nytt parlamentsval där också den tidigare förbjudna Nationella fronten deltog. Melliyun led dock stort nederlag mot oppositionen.
Melliyun lyckades inte återhämta sig från förlusten och partiet upplöstes 1963. Samma år hade ett nytt högerparti, Iran Novin, grundats av nya, yngre krafter i Irans politik. Vid sidan av Iran Novin uppstod också ett par andra nya småpartier.